# Sinéad Lynch
Sinéad Lynch, geboren als Sinéad Jennings (* 30. September 1976 in Letterkenny, County Donegal) ist eine ehemalige irische Leichtgewichts-Ruderin und Bahnradsportlerin, die heute als Triathletin aktiv ist.

## Werdegang

### Rudern
Die 1,72 m große Sportlerin begann 1998 mit dem Rudersport. Im Weltcup belegte sie 2000 in München den zweiten Platz im Leichtgewichts-Einer hinter der Finnin Laila Finska, in Wien war sie Zweite hinter Fenella Ng aus Hongkong. Bei der dritten Regatta in Luzern siegte Laila Finska vor der deutschen Angelika Brand, Sinéad Jennings belegte den dritten Platz. Diese Zielankunft wiederholte sich im A-Finale der Weltmeisterschaften in Zagreb. Auch in ihrer zweiten Weltcup-Saison ruderte Jennings mehrfach in die Medaillenränge: In Sevilla siegte die Schweizerin Pia Vogel vor Mirjam ter Beek aus den Niederlanden und Jennings, in Wien gewann Jennings ihre erste Weltcupregatta und in München lag nur Laila Finska vor Jennings. Bei den Weltmeisterschaften siegte Sinéad Jennings vor Mirjam ter Beek und Pia Vogel.
2002 und 2003 ruderte Sinéad Jennings im Leichtgewichts-Doppelzweier und versuchte sich in dieser einzigen olympischen Bootsklasse für Leichtgewichts-Ruderinnen für die Olympischen Spiele 2004 zu qualifizieren, der irische Doppelzweier erreichte bei den Weltmeisterschaften aber lediglich das C-Finale und verpasste die Qualifikation. Bei den Weltmeisterschaften 2004 trat Sinéad Jennings wieder im Einer an und belegte den vierten Platz. Im Jahr darauf erreichte sie zusammen mit Heather Boyle das A-Finale bei den Weltmeisterschaften 2005 und belegte den fünften Platz im Leichtgewichts-Doppelzweier. 2006 erreichten Sinéad Jennings und Niamh Ni Cheilleacher den siebten Platz. 2007 verpassten die beiden Irinnen die Olympiaqualifikation für 2008. Bei ihrer zunächst letzten großen internationalen Regatta bei den Weltmeisterschaften 2008 gewann Sinéad Jennings die Silbermedaille hinter der Schweizerin Pamela Weisshaupt.
Unter ihrem Ehenamen Sinéad Lynch kehrte sie 2015 noch einmal auf die Regattastrecken zurück. Bei den Europameisterschaften 2015 belegte sie den achten Platz im Einer. Zusammen mit Claire Lambe belegte sie den neunten Platz im Leichtgewichts-Doppelzweier bei den Weltmeisterschaften 2015. Nach einem neunten Platz bei den Europameisterschaften 2016 erreichten die Irinnen bei den Olympischen Spielen 2016 den sechsten Platz.

### Radsport
Bereits im Jahre 2003 startete Jennings im Einzelzeitfahren der Straßen-Radweltmeisterschaften und belegte Platz 35.
Nachdem sie die Olympiaqualifikation 2008 im Rudern ein zweites Mal verpasst hatte, wurde Jennings vom irischen Radsportverband für eine Mannschaftsverfolgung-Equipe angeworben. Mit dieser belegte sie bei den UEC-Bahn-Europameisterschaften 2011 den siebten Platz gemeinsam mit Ciara Horne und Caroline Ryan und verpasste außerdem erneut und unglücklich die Teilnahme an den Olympischen Sommerspielen 2012.

### Triathlon
Im August 2017 wurde sie Dritte beim Ironman 70.3 Dublin im Triathlon über die Mitteldistanz (1,9 km Schwimmen, 90 km Radfahren und 21,1 km Laufen).

### Privates
Jennings heiratete den zweimaligen Olympiateilnehmer für Irland und ehemaligen Ruderer Sam Lynch und nahm seinen Namen an. Mit ihm hat sie drei Töchter und arbeitet wie ihr Ehemann als Ärztin. Ihre Schwester Caitriona Jennings nahm 2012 am Marathonlauf der Olympischen Spiele teil.